# 토로토로 국립공원
토로토로 국립공원(스페인어: Parque Nacional Torotoro)은 볼리비아의 국립공원이자 도시이다. 이 도시는 약 250년 전 케추아족과 스페인인에 의해 세워졌다. 남아메리카 안데스산맥 산맥의 동부 산맥, 포토시 지역에 위치해 있다.

## 지리
토로토로 국립공원은 1989년에 설립되었다. 코차밤바에서 남쪽으로 140km 떨어진 포토시주 북부에 위치하고 있다. 해발 2000m에서 3500m 사이의 반건조 지형에 위치하며, 깊이가 300m에 달하는 협곡이 있는 165km2의 면적을 차지한다. 이 지역은 동굴과 돌리네와 같은 전형적인 카르스트 지형, 화석이 있는 고생대와 백악기의 석회질 퇴적물, 바람과 물에 의해 침식된 경관을 포함한다.
공원에서는 공룡 뼈 조각과 3,500개 이상의 공룡 발자국이 발견되었다. 이들은 1억 2천만 년 전 백악기의 이족보행 및 사족보행 공룡, 수각류 및 용각하목 공룡에 속한다.
토로토로 마을 남동쪽에 있는 라마 차키 고고학 유적지에는 케추아족 문화의 유적이 남아있다.

## 갤러리

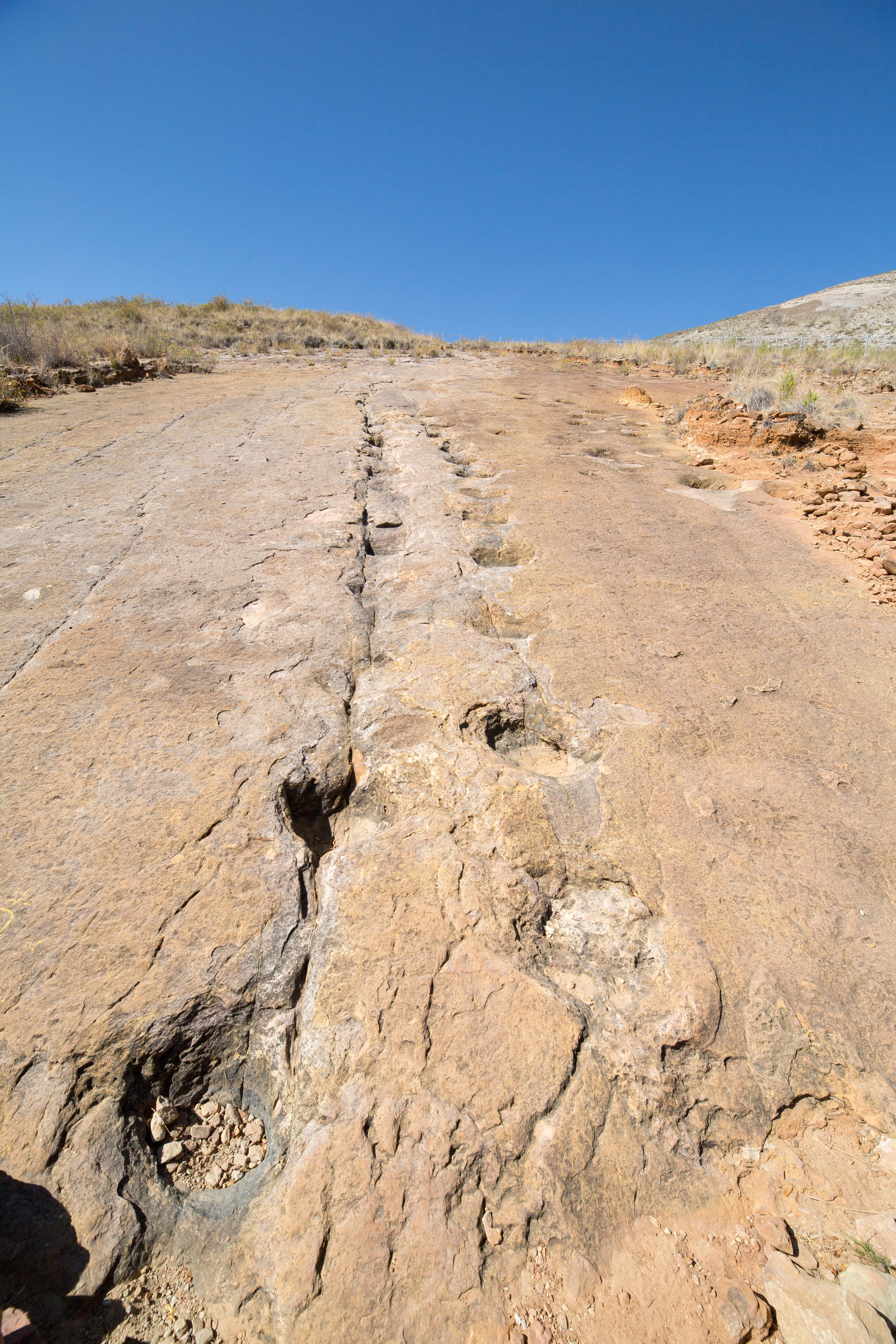
토로토로의 공룡 발자국 화석.
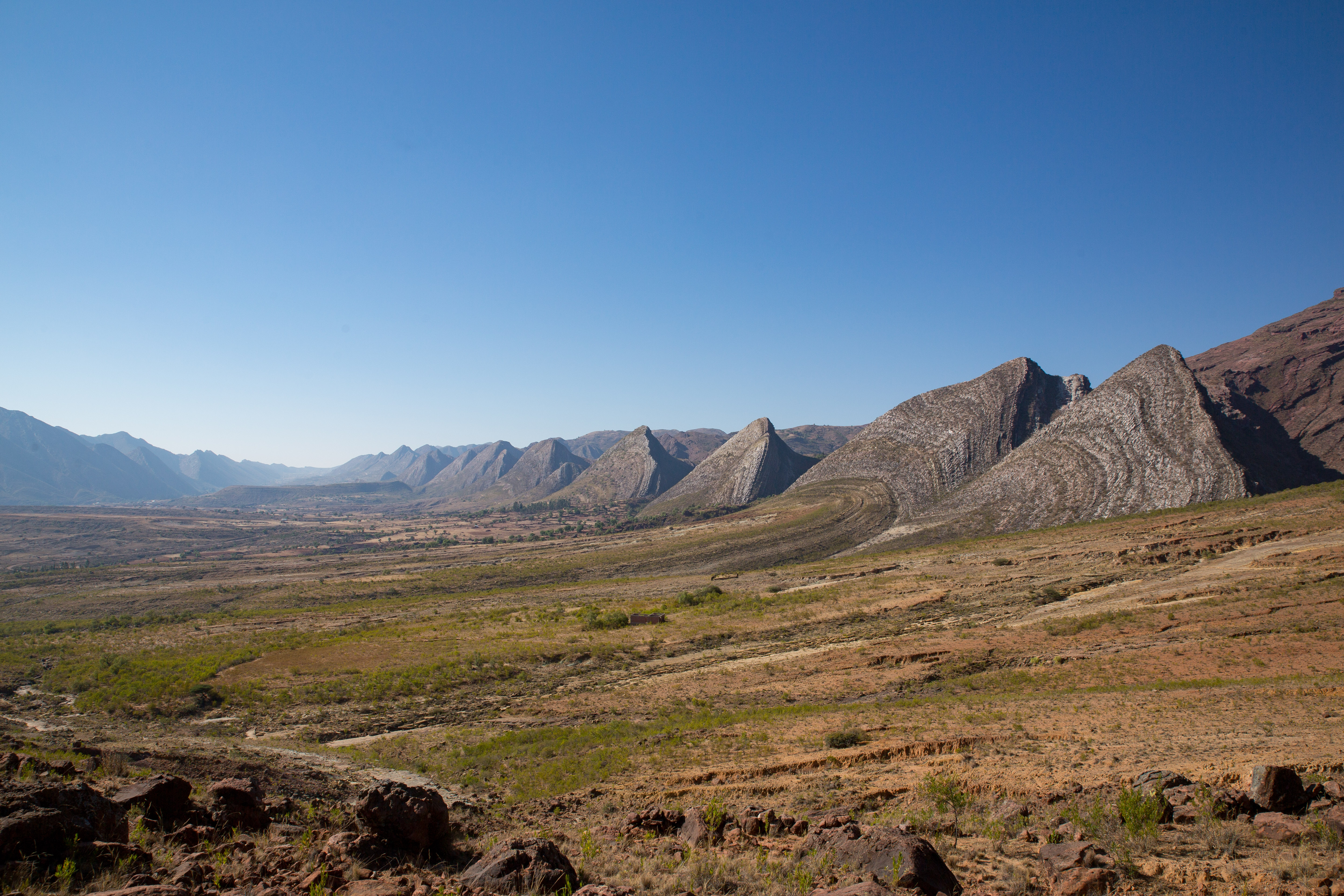
토로토로의 암석 지형.

틀:National Parks of Bolivia